# Piteå
Piteå je grad i središte istoimene općine u sjevernoj Švedskoj u županiji Norrbotten.

## Stanovništvo
Prema podacima o broju stanovnika iz 2005. godine u gradu živi 22.650 stanovnika.

## Gradovi prijatelji
- Francuska, Saint Barthélemy
- Island, Grindavík
- Rusija, Kandalaksja

## Vanjske poveznice
- Službene stranice grada

### Ostali projekti
|  | Zajednički poslužitelj ima još gradiva o temi Piteå |